# Государственный океанографический институт имени Н. Н. Зубова
Федеральное государственное учреждение "Государственный океанографический институт имени Н. Н. Зубова (ФГУ «ГОИН») — головной институт Росгидромета по организации и методическому руководству гидрометеорологическими и гидрохимическими наблюдениями на акваториях и побережьях морей России.

## История
Основан 14 июня 1943 г. на базе Морского отдела ГГИ и морского Центрального института прогнозов (ЦИП) Главного управления Гидрометслужбы.

## Описание
Располагается по адресу: г. Москва, Кропоткинский пер., д. 6.
Основные направления научных исследований в институте:
- разработка ГОСТ и других нормативных документов в области охраны морской среды, океанографической терминологии, классификации водных объектов
- разработка приборов для измерения параметров морской среды
- исследования морских устьев рек
- гидрохимические исследования морей и океанов
- исследования и моделирование геофизических процессов в морях и океанах
- исследования морей России
- исследование взаимодействия океана и атмосферы